# Träskända
Träskända (finska: Järvenpää) är en stad i landskapet Nyland  i Finland. Staden ligger 38 kilometer norr om Helsingfors. Orten blev köping 1951 och upphöjdes till stad 1967. Träskända har en folkmängd på 45 226 invånare, och staden har en total areal på 39,93 km².
Träskända stads språkliga status är enspråkigt finsk.
Många berömda personer har bott i staden, såsom kompositören Jean Sibelius (på Ainola), målarna Pekka Halonen och Eero Järnefelt, författaren Juhani Aho och konstnären Venny Soldan-Brofeldt.

## Historia
Det äldsta belägget för Träskända by finns på kartor från mitten av 1500-talet. Det fanns på den tiden antingen sex eller åtta gårdar i byn. Bland gårdarna kan nämnas Kyrölä herrgård Stenbacka och Gammelby herrgård. År 1840 fanns det 434 invånare i Träskända by och 344 invånare i Gammelby by. Folkmängden var vid sekelskiftet 1900 drygt ettusen personer. Orten erhöll järnvägsförbindelse 1862. Järnvägens tillkomst och det redan existerande vägnätet bidrog positivt till ortens utveckling.
Efter andra världskriget tog Träskända emot stora mängder evakuerade ortodoxa karelare från de avträdda områdena på Karelska näset. En ortodox kyrka uppfördes 1948 och en ny ortodox kyrka byggdes 1980. Vid årsskiftet 1950/51 bröt sig Träskända ur Tusby kommun och bildade av orten en egen köping. Då Träskända blev stad 1967 uppgick folkmängden till 14 606 personer. Nya bostadsområden har växt upp mot norr och mot öst. Industrin är främst förlagd i stadens norra delar.
Träskända ingår sedan 2003 i ett kommunsamarbete (KUUMA) kring servicefrågor och samhällsstrukturfrågor med Kervo, Mäntsälä, Borgnäs, Nurmijärvi och Tusby kommuner.
Natten mot fredagen den 24 september 2010 brann en gårdsbyggnad ned i Träskända. Det var den fjortonde branden på kort tid på orten som polisen betraktar som anlagd. Ödehus och sopskjul har också brunnit, och i augusti orsakade en brand svåra skador på Träskända Casino.

## Politik

### Mandatfördelning i Träskända stad, valen 1976–2025
| 9 | 15 | 4 | 3 | 12 |

| 8 | 14 |  |  | 3 |  | 15 |

| 6 | 14 | 2 | 3 | 2 | 16 |

| 5 | 16 | 2 | 3 |  |  | 15 |

| 5 | 17 | 9 | 3 |  |  |  | 11 |

| 4 | 17 | 9 |  | 3 |  | 14 |

|  | 3 | 14 | 13 |  | 5 |  | 12 |

|  | 3 | 14 | 4 | 7 | 7 |  |  | 13 |

| 31 | 20 |

|  | 13 | 7 | 5 |  | 6 |  | 14 |

| 29 | 22 |

| 3 | 11 | 7 | 7 | 6 | 4 |  | 12 |

| 29 | 22 |

| 3 | 10 | 8 | 8 | 4 | 5 |  | 11 |

| 27 | 24 |

|  | 11 | 7 | 5 | 10 | 4 |  | 11 |

| 26 | 25 |

| 3 | 16 | 7 | 3 | 5 | 3 |  | 12 |

### Vänorter
Träskända har följande vänorter:
- Täby kommun Sverige, sedan 1956
- Rødovre kommun, Danmark, sedan 1956
- Lørenskogs kommun, Norge, sedan 1956
- Jõgevamaa, Estland, sedan 1992
- Pasadena, Kalifornien, USA, sedan 1983
- Buchholz in der Nordheide, Tyskland, sedan 2005
- Volchov, Ryssland, sedan 1961
- Vác, Ungern, sedan 1984

## Demografi

### Befolkningsutveckling
| Befolkningsutvecklingen i Träskända stad 1975–2020                                                           | Befolkningsutvecklingen i Träskända stad 1975–2020 | Befolkningsutvecklingen i Träskända stad 1975–2020 | Befolkningsutvecklingen i Träskända stad 1975–2020 | Befolkningsutvecklingen i Träskända stad 1975–2020 |
| --- | -------------------------------------------------- | -------------------------------------------------- | -------------------------------------------------- | -------------------------------------------------- |
| |                                                    |                                                    |                                                    |                                                    |
| År |                                                    |                                                    | Folkmängd                                          |                                                    |
| 1975 | 1975                                               |                                                    | 20 046                                             |                                                    |
| 1980 | 1980                                               |                                                    | 23 281                                             |                                                    |
| 1985 | 1985                                               |                                                    | 27 220                                             |                                                    |
| 1990 | 1990                                               |                                                    | 31 525                                             |                                                    |
| 1995 | 1995                                               |                                                    | 34 436                                             |                                                    |
| 2000 | 2000                                               |                                                    | 35 915                                             |                                                    |
| 2005 | 2005                                               |                                                    | 37 505                                             |                                                    |
| 2010 | 2010                                               |                                                    | 38 680                                             |                                                    |
| 2015 | 2015                                               |                                                    | 40 900                                             |                                                    |
| 2020 | 2020                                               |                                                    | 44 455                                             |                                                    |
| Anm: Uppgifterna avser förhållandena den 31 december nämnda år enligt områdesindelningen den 1 januari 2022. |                                                    |                                                    |                                                    |                                                    |

### Språk
Befolkningen efter språk (modersmål) den 31 december 2022. Finska, svenska och samiska räknas som inhemska språk då de har officiell status i landet. Resten av språken räknas som främmande. För språk med färre än 10 talare är siffran dold av Statistikcentralen på grund av sekretesskäl. Språk med färre än 50 talare har räknats ihop för att minska tabellens storlek.
| Språk                                       | Talare 2022-12-31 | Talare 2022-12-31 |
| Språk                                       | Antal             | Andel (%)         |
| ------------------------------------------- | ----------------- | ----------------- |
| Hela befolkningen                           | 45 630            | 100,0             |
| Inhemska språk totalt                       | 42 331            | 92,8              |
| Finska                                      | 41 856            | 91,7              |
| Svenska                                     | 471               | 1,0               |
| Samiska                                     | 4                 | 0,0               |
| Främmande språk totalt                      | 3 299             | 7,2               |
| Estniska                                    | 653               | 1,4               |
| Ryska                                       | 572               | 1,3               |
| Arabiska                                    | 215               | 0,5               |
| Engelska                                    | 164               | 0,4               |
| Vietnamesiska                               | 143               | 0,3               |
| Persiska                                    | 135               | 0,3               |
| Somaliska                                   | 100               | 0,2               |
| Thailändska                                 | 93                | 0,2               |
| Spanska                                     | 91                | 0,2               |
| Rumänska                                    | 86                | 0,2               |
| Turkiska                                    | 78                | 0,2               |
| Portugisiska                                | 69                | 0,2               |
| Polska                                      | 68                | 0,1               |
| Kinesiska                                   | 57                | 0,1               |
| Annat språk                                 | 56                | 0,1               |
| Kurdiska                                    | 52                | 0,1               |
| Tyska                                       | 52                | 0,1               |
| Språk med färre än 50 talare men fler än 10 | 460               | 1,0               |
| Språk med färre än 10 talare                | 155               | 0,3               |

|  | Finska (91,7 %) |

|  | Svenska (1,0 %) |

|  | Samiska (0,0 %) |

|  | Främmande språk (7,3 %) |

|  | Finska (91,7 %) |

|  | Svenska (1,0 %) |

|  | Samiska (0,0 %) |

|  | Främmande språk (7,3 %) |

## Sevärdheter
- Ainola, Jean Sibelius hem
- Vårbacka (finska: Ahola), Juhani Aho och Venny Soldan-Brofeldts hem
- Halosenniemi (Halonens udde), Pekka Halonens hem och ateljé

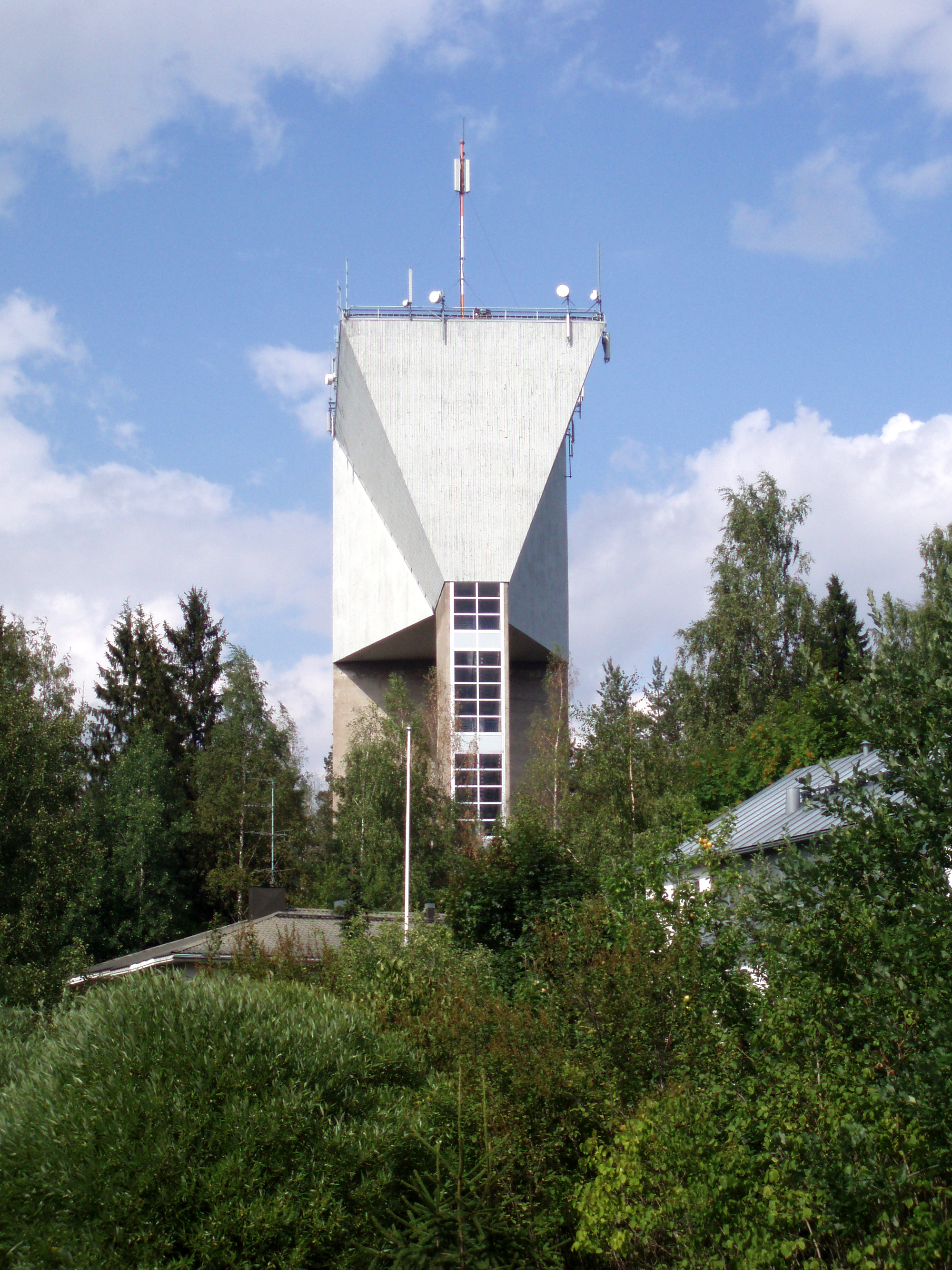
Träskända konstmuseum
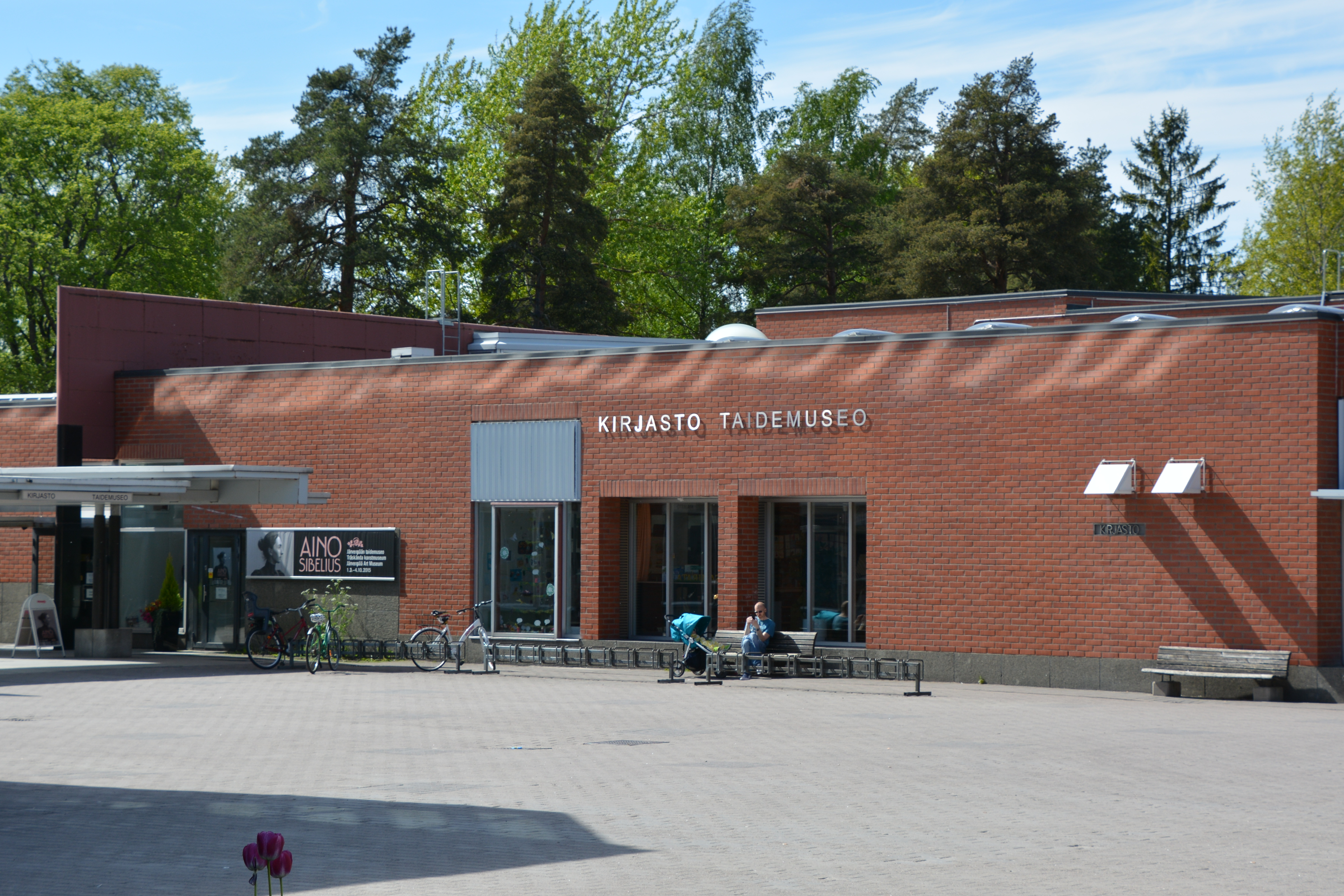
Träskända konstmuseum
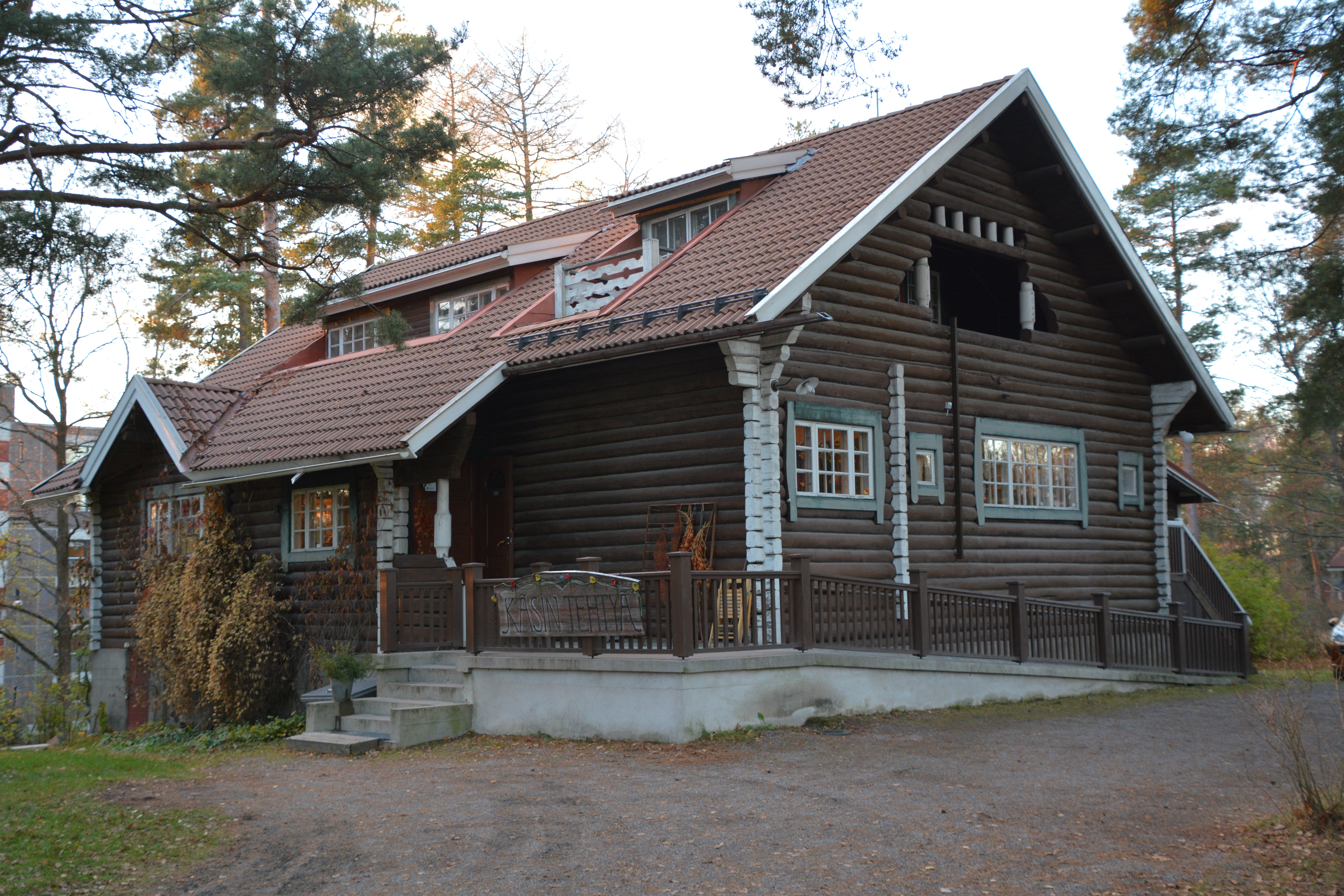
Villa Cooper